# Новоплатонизам
Новоплатонизам или неоплатонизам каснија је религијска и мистична форма платоновске филозофије, обликована у 2. веку у Плотиновим делима, а знатно је утицала на ранохришћанску теологију. Такође је утицала и на гностицизам, посебно преко учења о Демијургу.
Византијски цар Јустинијан I је затворио Платонову Академију 529. године, па је након тога неоплатонизам наставио да се развија у хришћанском руху. Почетак ове филозофске мисли обележавају Плотин и његов учитељ Ammonius Saccas. Сам термин не означава толико скуп идеја, колико групу мислилаца. Упркос томе, могуће је издвојити заједничке идеје мислилаца који се класификују као неоплатонисти. Једна од њих је, на пример, монистичка идеја да се цео свет може објаснити позивањем на један принцип; у случају неоплатонизма то је — Једно.
Након Плотина, разликујемо три периода у историји неоплатонизма: мисао његовог студента Порфирија (3. и почетак 4. века), мисао Јамвлиха (3. и 4. век), и период 5. и 6. века, када су процветале Академије у Александрији и Атини.
Неоплатонизам имао је изразит утицај на историју филозофије која ће уследити. У средњем веку, неоплатонистичке идеје изучавали су муслимански, хришћански и јеврејски мислиоци. У исламској културној сфери, неоплатонистички текстови били су доступни у виду арапских и персијских превода. Значајни мислиоци попут Ел Фарабија, Авицеброна, Авицене и Мајмонида, инкорпорирали су неоплатонистичке елементе у своја учења. Тома Аквински имао је директан увид у текстове Прокла, Симпликија и Псеудо-Дионисија Ареопагита, а знао је и за друге неоплатонисте попут Плотина и Порфирија. Мистик Мајстор Екхарт (1260—1328) такође је био под утицајем неоплатонизма.
Неоплатонизам извршио је велики утицај на перенијалистичку филозофију италијанских Ренесансних мислилаца Марсела Фићина и Пико дела Мирандоле. Утицај је настављен кроз универзализам 19. века и савремени спиритуализам и недуализам. Неоплатонизам представља темељ мистичких традиција три највеће Аврамске религије.

## Етимологија
Неоплатонизам је модерни термин. Термин неоплатонизам има дуплу функцију као историјски термин. Најпре, он прави дистинкцију између учења Плотина и његових ученика и учења Платона. С друге стране, термин претпоставља учење Плотина које има својеврсне новине у интерпретацији Платона. Скоро шест векова од Платоновог времена до Плотина, постојала је непрекидна традиција интерпретације Платона, која је започела Аристотелом као директним наследником Платонове Академије и наставила да постоји кроз период који се данас назива средњи Платонизам. Термин неоплатонизам имплицира да је Плотинова интерпретација Платона радикално другачија од интерпретатора пре њега, да би требало да се посматра као нови период у историји Платонизма. Неки савремени мислиоци, међутим, имају сумње у погледу овог става. Они тврде да само маргиналне разлике деле Плотиново учење од тада већ постојећих интерпретација Платона.
То да ли је неоплатонизам смислена или корисна историјска категорија је централно питање које се тиче историје интерпретације Платона. Ренесансни платоничар Марсело Фићино је, на пример, сматрао да је неоплатонистичка интерпретација Платона аутентичан и веран опис Платонове филозофије. Иако се не зна тачно када су мислиоци почели да одвајају ова два учења, очигледно је да су најкасније у првој декади 19. века. Савремени мислиоци сматрају немачког теолога Фридриха Шлејермахера за пионира посматрања неоплатонизма као засебног учења.

## Порекло и историја класичног неоплатонизма
Неоплатонизам започео је са Плотином у 3. веку. Након Плотина, разликујемо три периода у историји неоплатонизма: мисао његовог студента Порфирија (3. и почетак 4. века); мисао Јамвлиха (3. и 4. век); и период 5. и 6. века, када су процветале Академије у Александрији и Атини.

### Хеленизам
Неоплатонизам синтетисао је идеје из различитих филозофских и културних сфера. Најзначајнији грчки претходници били су средњи Платоничари попут Плутарха, и неопитагорејци, посебно Numenius of Apamea. Филон Александријски, хеленизовани Јевреј, прилагодио је јудаизам у терминима стоичких, платоничарских и неопитагорејских елемената и тврдио је да се до Бога може стићи једино "екстазом". Тврдио је такође да божја пророчанства пружају материјал за морално и религијско сазнање. Најранији хришћански филозофи, попут Јустина Филозофа и Атинагоре, који је покушао да повеже хришћанство са платонизмом, и хришћански гностици Александрије, нарочито Валентин и пратиоци Василида, такође су исказивали неке елементе неоплатонизма, иако без пуно конзистентности.

### Сакас
Амоније Сакас (преминуо око 265. године) био је Плотинов учитељ. Кроз његово учење, могуће је да је Плотин био под утицајем индијске мисли. Сличности између неоплатонизма и Веданта филозофије Хиндуизма навело је неколицину аутора да верују да се ово учење налази у самом темељу неоплатонизма.
И хришћани (Јевсевије Кесаријски, Јероним Стридонски и Ориген Адамантије) и пагани (Порфирије и Плотин) сматрали су Сакаса учитељем и оснивачем неоплатонистичког система. Порфирије је тврдио да се он одрекао хришћанства и прихватио паганску филозофију, док су Јевсевије и Јероним сматрали да је остао хришћанин.

### Плотин
Плотин (205—270) нашироко је познат као отац неоплатонизма. Већина биографских информација о њему потиче из Профиријевог предговора Плотинових Енеада. Иако је сам Плотин био под утицајем учења класичне грчке, персијске и индијске филозофије и египатске теологије, његови метафизички списи су касније инспирисани разним хришћанским, јеврејским, исламским и гностичарским метафизичарима и мистицима.
Плотин је сматрао да постоји врховно, потпуно трансцендентно "Једно", које је недељиво, униформно, без подела. "Једно" је изван свих категорија бића и не-бића. Концепт бића формиран је на основу објеката људског искуства и представља атрибут тих објеката, приписује им се постојање, али вечно, трансцендентно Једно надилази све те објекте, па и категорије кроз које их посматрамо. Једно "не може бити ништа што постоји" и не може бити само скуп свих ствари (упоредити са стоичком доктрином неверовања у нематеријално постојање), већ претходи сваком постојању.

### Порфирије
Порфирије (233—309) писао је о астрологији, религији, филозофији и музичкој теорији. Аутор је биографије свог учитеља Плотина. Важна је фигура у историји математике због писања Питагорине биографије и коментара Еуклидових Елемената. Порфирије је такође познат као борац против хришћанства и заговорник паганизма. У 15 књига писао је Против хришћана, од чега су остали само фрагменти.

### Јамвлих
Јамвлих (245—325) утицао је на даљи курс одвијања неоплатонистичке филозофије. Он је можда и најпознатији по свом сажетом прегледу питагорејске филозофије. У његовом систему, царство божанских ствари простирало се од Једног па све до саме материјалне природе, где је душа, у ствари, прешла на материјално и отелотворила се у облику људских бића. Свет је, стога, скуп надљудских бића који утичу на природне догађаје и који поседују и говоре о знању о будућности и који су сви имају приступ молитвама. Iamblichus је сматрао да је крајњи и врховни циљ спасење. Отелотворена душа има могућност да се врати у своје свето пређашње стање практиковањем одређених ритуала и теургије.

### Академије
Након Плотина и Порфирија, Аристотелова дела упливала су у програм платонистичке мисли. Порфиријеве Исагоге, односно Увод у Аристотелове Категорије, биле су важне као увод у логику, а изучавање Аристотела постало је увод у учење Платона у касном Платонизму Атине и Александрије. Коментари ове групе претендовали су на хармонизацију Платоновог, Аристотеловог и каткад стоичког учења. Нека неоплатонистичка дела приписивана су Платону или Аристотелу.
Хипатија (360—415) била је грчки филозоф и математичар и служила је као врховница платонистичке школе у Александрији, где је и подучавала филозофију, математику и астрономију.
Прокл (412—485) био је грчки неоплатонистички филозоф, један од последњих великих грчких филозофа. Он је оформио један од елабориранијих, комплекснијих и потпуно развијених неоплатонистичких система, пружајући такође алегоричан манир интерпретације Платонових дијалога. Специфичне карактеристике његовог система је његово уметање нивоа индивидуализација, између самог Једног и божанског интелекта, који је секундарни принцип. Хенаде, односно нивои, су изнад сваког бића, као и Једно, али оне стоје на почетку каузалних ланаца и на својеврстан начин их одређују. Они се такође поистовећују са традиционалним грчким боговима, тако да једна хенада може бити Аполон и бити узрок свих аполонских ствари, док други може бити Хелије и бити узрок свих сунчаних ствари. Хенаде служе да штите Једно од и самих назнака мноштва и да вуку преостали универзум ка Једном, тако што представљају повезујући, посредни ниво између апсолутног јединства и детерминисане мноштвености.

## Идеје
Плотинове Енеаде представљају примарни и класични документ неоплатонизма. Као форма мистицизма, Енеаде садрже теоретске и практичне делове. Практични делови баве се пореклом људске душе, показујући како је напустила своје првобитно стање. Практични делови приказују начин којим се душа може вратити до Вечног и Врховног. Систем се може поделити на невидљиви свет и свет феномена. Невидљиви свет састоји се из трансцендентног, апсолутног Једног, из кога еманирад вечна и савршена суштина (нус или интелект), која производи душу света.

### Једно
За Плотина, први принцип реалности јесте Једно, једноставно, неизрециво, несазнатљиво, које је и креативни, генеришући извор целог универзума, и такође телеолошки циљ свих постојећих ствари. У правом смислу нема имена и адекватног говора о Једном и Добром. Једно је тако једноставно да се за њега не може рећи ни да егзистира нити да је биће. Креативни, стваралачки принцип свих ствари је изнад бића. Тај концепт изведен је из шесте књиге Платонове Државе, где се из познате аналогије са Сунцем, износи концепт Доброг надилази сва бића (ἐπέκεινα τῆς οὐσίας). У Плотиновом моделу реалности, Једно је извор целе реалности, која узима форму две хипостазе или супстанције: Нуса и Душе. Иако су се неоплатонисти након Плотина придржавали његове космолошке схеме, каснији развој у овој традицији је напустио Плотиново учење с обзиром на значајне филозофске проблеме које је учење наметало, попут природе зла.

### Еманације
Из Једног еманира остатак универзума као низ нижих бића

#### Демиург или Нус
Изворно Биће најпре еманира нус, које је савршена слика Једног и архетип свих постојећих бића. Симултано је биће и мисао, идеја и идеални свет. Као слика, нус кореспондира савршено са Једним, али као оно што је изведено потпуно се разликује од Једног. Оно што Плотин подразумева под нусом је највиша сфера која је доступна људском уму, али је уједно и чист интелект. Нус је најважнија компонента идеализма, па је и Неоплатонизам чиста форма идеализма. Демиург (Нус) је енергија, или ергон (оно што ради посао) који организује и манифестује материјални свет.

#### Душа света
Слика и продукт непокретног нуса је душа света, која, према Плотину, је нематеријалне природе као и нус. Њен однос према нусу је исти као и однос нуса према Једном. Она се налази између нуса и појавног (феноменалног света), и изведена је, односно долази после и из нуса а у контакту се са појавама. Нус/дух је невидљив; душа света може да одржи своје јединство и остане у нусу, али у исто време има моћ да се сједини са материјалним светом и да се тако дезинтегрише. Заузима тако средишњу позицију између нуса и појавног света. Као јединствена душа света припада суштини и интелигибилном свету, док у исто време припада многим индивидуалним душама. Ово индивидуалним душама омогућава да имају сазнања из нуса, или да се окрену ка појавном свету и да се тиме изгубе у царству чула и коначности.

#### Свет феномена (појавни свет)
Душа, као покретна суштина, генерише материјални, појавни свет. Овај свет је толико прожет душом да би његови различити делови требало да остану у хармонији. Плотин није дуалиста у идентичном смислу као Гностици; управо супротно, он се диви лепоти света. Докле год идеја управља материјом, или душа телом, свет је добар. Он је слика — иако магловита — вишег света, и нивои бољег и горег у њему су есенцијални за хармонију целине. Међутим, у појавном свету, јединство и хармонија замењени су неслогом и раздором. Резултат тога је конфликт, привидно постојање. Разлог за ово стање је то што тела почивају на материјалној природи. Материја нема квалитете. Ако је липена форме и идеје, она је зло; ако није лишена форме, она је неутрална. Зло се овде разуме као паразит, које нема постојање само по себи, нешто што је неизбежна последица универзума.

### Небеска хијерархија
Каснији неоплатоничари, поготову Јамвлих, додали су стотине посредних бића попут богова, анђела, демона у других бића као медијатора између Једног и људи. Неоплатоничарски богови су свесавршена бића ине исказују уобичајено аморално понашање које се везује за њихове приказе у митовима.
- Једно, Бог, Добро. Трансцендентно и неизрециво.
- Хиперкосмички Богови: они који сачињавају Суштину, Живот и Душу
- Демиург: креатор
- Космички Богови: они који сачињавају Биће, Природу и Материју — укључујући и богове са којима смо упознати из класичне религије

### Зло
Неоплатонисти нису веровали у независно постојање зла. Поредили су га са тамом, која не постоји сама по себи већ једино као одсуство светлости. Тако да, такође, зло је једноставно одсуство доброг. Ствари су добре тако што постоје, а лоше су, зле су, ако су несавршене, лишене неког добра које би требало да имају.

### Повратак ка Једном
Неоплатонисти су веровали да су људско савршенство и срећа достижни у овом свету, без чекања исхода у животу после смрти. Савршенство и срећа — посматрани као синоними — могу се достићи филозофском контемплацијом.
Сви људи се враћају Једном, одакле су еманирали.
Неоплатонисти су веровали у бесмртност душе. Људска душа састоји се из ниже ирационалне душе и више рационалне душе (ума), и оба дела могу се посматрати као две различите моћи душе. Веровало се да душа има "возило" које омогућава бесмртност душе и враћање Једном после смрти. Након телесне смрти, душа одлази на ниво у животу после смрти који одговара нивоу на ком је постојала током земаљског живота. Неоплатонисти веровали су у принцип реинкарнације. Најчистије и најсветије душе би обитавале на највишим нивоима, док би нечиста душа прошла чистилиште, пре него што се отелотвори поново и реинкарнира у новом телу, такође могуће и у анималној форми. Плотин је веровао да душа може да се реинкарнира у тело другог човека или у различите врсте животиња. Међутим, Порфирије је сматрао, за разлику од Плотина, да се душа не може реинкарнирати у тело животиње. Душа која се вратила Једном постиже јединство са космичком универзалном душом и не реинкарнира се, не отелотворује се поново.

## Утицај

### Рано хришћанство

#### Августин
Одређена централна начела неоплатонизма послужила су привремено хришћанском теологу Августину, на његовом путу од дуалистичког Манихејства до Хришћанства. Као манихејац, сматрао је да зло има супстантивно, самостално, независно постојање и да је Бог сачињен од материје. Када се преобратио у неоплатонисту, променио је своје ставове по овим питањима. Као неоплатониста, и касније хришћанин, веровао је да је зло одсуство доброг и да Бог није материјалан. У његовом трактату "On True Religion" видљиво је да је Августиново хришћанство и даље прожето елементима неоплатонизма.
Термин логос био је различито интерпретиран у неоплатонизму. Плотин се осврће на Талеса интерпретирајући логос као принцип медитације и везе између хипостаза (Душа, Дух (Нус) и Једно). Апостол Јован предлаже везу између Логоса и Сина, Христа. Апостол Павле логос назива "Син", "Слика" и "Форма".
За Августина, Логос је отелотворен у Христу, у ком је логос био присутан као ни у једном другом човеку. Августин је изразито утицао на рану средњовековну хришћанску филозофију.

#### Ориген и Псеудо-Дионисије
Неки од раних хришћана, који су били под утицајем неоплатонизма, поистовећивали су неоплатонско Једно или Бога са Јахвеом. Најутицајнији од њих био је Ориген, ученик Сакаса, и шестовековни аутор Псеудо-Дионисија Аеропагита, чија дела су преведена од стране Еријугене у деветом веку. Оба аутора су имале дуготрајан утицај на источно православље и западњачко хришћанство, и на развој контемплативних и мистичних пракси и теологије.

#### Гностицизам
Неоплатонизам такође је имао везе са Гностицизмом, који сам Плотин није подржавао. У деветом делу друге књиге Енеада пише "Против оних који афирмишу Креатора Космоса и Космос сам као Зле" односно "Против Гностика".
Захваљујући њиховом вервању које је утемељено у платоничарској мисли, неоплатонисти су одбацили гностичарско клеветање Платоновог демиурга, креатора материјалног света или космоса, који се спомиње у Тимају. Неоплатонизам се схватао као ортодоксна платоновска филозофија; ово је можда захваљујући, делом, Плотиновог покушаја да дискредитује одређене интерпретације платонске филозофије, кроз Енеаде. Плотин је веровао да су поборници гностицизма изопачили оригинално учење Платона и често је говорио против Валентина, који је, према Плотину, допринео развитку доктрина догматске теологије са идејама попут оних да је Душа Христа створена од стране свесног бога након неуспеха плерома. Према Плотину, Једно није свесни бог с намерама, већ принцип тоталности које је уједно и извор ултимативне мудрости.

### Византијска учења
Након што је Платонова Академија уништена у првом веку п. н. е, филозофи су наставили да подучавају Платонизам, али све до раног петог века није било оживљено учење у Академији. Неоплатонисти су око 410. године оживели Академију, која није имала много веза са пређашњом. Опстала је до 529. године када је затворена од стране Јустинијана због заговарања паганизма. Друге школе наставиле су са радом у центрима Јустинијановог царства — Константинопољу, Александрији и Антиохији.
Након затварања неоплатонистичке академије, неоплатоничка и/или секуларна филозофска учења настављена су у јавним школама у Александрији. У раном 7. веку, неоплатоничар Стефан из Александрије пренео је ову александријску традицију у Константинопољ, где ће остати утицајна, иако као форма секуларне едукације. Универзитет је наставио са активном филозофском традицијом платонизма и аристотелијанизма.
Михаило Псел (1018—1078) био је византијски монах, писац, филозоф, политичар и историчар. Написао је многе филозофске расправе попут De omnifaria doctrina, Писао је већину филозофских дела током његовог времена проведеног као дворски политичар у Константинопољу у 1030-им и 1040-им.
Гемистос Плетон (1355—1452) остао је еминентни учењак неоплатонистичке филозофије у позном византијском царству. Плетон упознаје Козима Медичија и утиче на касније отварање платоничарске академије у Фиренци. Козимо ће поставити Марсела Фићина на чело академије, који је превео Платонове дијалоге, Плотинове Енеаде и друга неоплатонистичка дела на латински језик.

### Исламски неоплатонизам
Разлог због којег је неоплатонизам имао велики утицај на исламску мисао била је доступност неоплатоничарских текстова. Арапски преводи и парафразе неоплатоничарских дела били су већ доступни исламским учењацима, јер су били у поседу грчких копија текстова. До њих су доспели освајањем проминентнијих центара византијске хришћанске цивилизације у Египту и Сирији.
Разни персијски и арапски учењаци, укључујући Авицену, Ибн Арабија, Ел Киндија и Ел Фарабија, прилагодили су неоплатонизам монотеистичким ограничењима ислама. Преводи дела која екстраполирају божја начела у неоплатонизму нису имала велику модификацију у односу на грчки извор текста. Исламски неоплатонизам адаптирао је концепте Једног и Првог принципа исламској теологији, приписујући Први принцип Богу. Бог је трансцендентно биће, свеприсутно и непроменљиво. Исламски филозофи служили су се оквиром исламског мистицизма у својој интерпретацији неоплатонистичких списа и концепата.

### Јеврејска мисао
У средњем веку, неоплатонистичке идеје утицале су на јеврејске мислиоце, попут кабалисте Слепог Исака и јеврејског неоплатоничког филозофа Авицеброна, који је прилагодио неоплатонизам својој монотеистичкој религији.

### Западњачки мистицизам
Дела Псеудо-Дионисија били су инструмент који је инспирисао раст западњачког средњовековног мистицизма, и обликовала су мислиоце попут Мајстора Екарта.

### Западњачка Ренесанса
Неоплатонизам је привидно опстао у источној православној цркви као независна традиција. Поново је оживљен на западу од стране Плетона, јавно признатог пагана и опонента византијске цркве.
Неоплатонизам у Ренесанси комбиновао је идеје хришћанства и ново рухо у ком је интерпретиран Платон.
Марсело Фићино (1433—1499) је одговоран за презентовање Платона у ренесанси. Године 1462, Козимо Медичи, који је спонзорисао његова дела, био је заинтересован за хуманизам и платонизам. Медичи је обезбедио Фићину 36 Платонових дијалога на грчком, како би их овај превео на латински. Пошто је мало људи познавало грчки језик, превођењем учињено је да је Платонова филозофија пријемчивија. Касније, Фићино преводи Плотинова дела, омогућавајући први пут на западу да буду прочитана.
Ђовани Пико дела Мирандола (1463—1469) био је још један истакнути неоплатоничар током италијанске ренесансе. Владао је латинским и грчким, а познавао је хебрејски и арапски језик. Папа је забранио његова дела, видећи их као јеретичка, за разлику од Фићинових дела која су успела да опстану на страни цркве.
Напори Фићина и Дела Мирандоле да етаблирају неоплатонистичку и херметичку доктрину и прилагоде је римској католичкој цркви у последње време сматрају се "херметичком реформацијом".

### Платонисти са Кембриџа (17. век)
У 17. веку у Енглеској, неоплатонизам био је фундаменталан за Платонисте са Кембриџа, чији су чланови Хенри Мор, Џон Смит, Ralph Cudworth, Benjamin Whichcote. Колриџ је тврдио да су они више ценили Плотиново дело од Платоновог, "божанствени Плотин", тако је Мор називао Плотина.

### Модерни неоплатонизам
Значајни модерни неоплатонисти укључују Томаса Тејлора, "Енглеског Платонисту", који је нашироко писао о Платонизму и превео скоро цео корпус Платона и Плотина на енглески језик.
Писац научне фантастике Филип К. Дик идентификује се као неоплатониста и изучава повезана мистична искуства и религиозне концепте.